# Elisha Peyre Ferry
Pour les articles homonymes, voir Ferry.
Elisha Peyre Ferry (9 août 1825 – 14 octobre 1895) est un avocat et homme politique américain. Républicain, il est nommé gouverneur du territoire de Washington en 1872 et devient le premier gouverneur de l'État de Washington en 1889.

## Biographie
Elisha Peyre Ferry est né le 9 août 1825 à Monroe dans le Michigan. Après avoir été admis au barreau de l'Illinois en 1845, il s'installe à Waukegan l'année suivante où il exerce le droit.
Durant la guerre de Sécession, il sert avec le grade de colonel dans le staff du gouverneur Richard Yates. En 1869, il est nommé surveyor general du territoire de Washington par le président Ulysses S. Grant, puis devient gouverneur du territoire en 1872 jusqu'en 1880. Lorsque Washington devient un État en 1889, Ferry est élu gouverneur.
Il meurt le 14 octobre 1895 et est enterré à Seattle.

## Hommages
Le comté de Ferry dans l'État de Washington a été nommé en son honneur.